# Phoebe (Schiff, 1795)
Die Phoebe, auch HMS Phoebe, war eine nominell 36-Kanonen-Fregatte der britischen Marine, die in den Koalitionskriegen gegen Frankreich und im Krieg von 1812 gegen die Vereinigten Staaten zum Einsatz kam. Ihre Karriere ist ein gutes Beispiel für die vielfältigen Aufgaben und Einsätze von Schiffen dieses Typs.

## Geschichte des Schiffs
Die Phoebe lief 1795 in Deptford vom Stapel. Sie war das namensgebende Schiff einer Klasse von fünf 36-Kanonen-Fregatten und das erste Schiff dieses Namens in der Royal Navy. 1796 gehörte sie unter Kapitän Robert Barlow zu einem britischen Verband, der den Hafen von Brest blockierte, und diente als Verbindung zwischen einem Detachement kleinerer Schiffe unter Kapitän Edward Pellew, das den Hafen beobachtete, und dem Hauptverband unter Vizeadmiral Sir John Colpoys. In die dramatischen Ereignisse beim Ausbruch der Franzosen zur unglücklichen Irland-Expedition General Lazare Hoches in der Nacht vom 16. auf den 17. Dezember war sie nicht direkt verwickelt. An der Jagd auf die Franzosen war sie beteiligt, bis sie durch eine Sturmböe beschädigt wurde und zu Reparaturen einlaufen musste. Sie war jedoch rechtzeitig wieder auf See, um die Atalante (20 Kanonen) am 10. Januar 1797 zu stellen und zur Kapitulation zu zwingen.
Am 20. Dezember dieses Jahres traf sie unter Barlows Kommando in der Biskaya auf die französische 36-Kanonen-Fregatte Néréide (Kapitän A. Canon), holte das fliehende gegnerische Schiff ein und eroberte es. Die Verluste der Phoebe beliefen sich danach auf drei Tote und zehn Verwundete, die der Néréide 20 Tote und 55 Verwundete. Ein weiteres Opfer der Fregatte war das Freibeuterschiff Heureux (22 Kanonen), dessen Kommandant die Phoebe im März 1800 mit einem Ostindienfahrer verwechselte und nach einem kurzen Gefecht die Flagge strich. Während einer Patrouille vor der Küste von Marokko traf die Phoebe am 19. Februar 1801 auf die französische 44-Kanonen-Fregatte L'Africaine (Kapitän Saunier), die Nachschub und 400 für Ägypten bestimmte Soldaten an Bord hatte. Nach einem zweistündigen Gefecht ergab sich das französische Schiff, das von 715 Mann an Bord nicht weniger als 200 Tote und 144 Verwundete verloren hatte. Die Phoebe hatte lediglich einen Toten und zwölf Verwundete zu verzeichnen. Die L'Africaine  war so stark beschädigt, dass die Sieger sie nur unter großen Schwierigkeiten in einen Hafen bringen konnten. 1803 gehörte die Phoebe zum Geschwader des Vizeadmirals Horatio Nelson, das den Hafen von Toulon blockierte. Am 14. Juli des folgenden Jahres war sie an einem Schusswechsel mit französischen Küstenbatterien bei Toulon beteiligt.
Unter dem Kommando von Kapitän Thomas Bladen Capel nahm die Phoebe 1805 an der  Kampagne teil, die zur Schlacht von Trafalgar führte. Die Fregatte gehörte zu den Schiffen, die nach der französisch-spanischen Flotte suchten, und fand diese am 29. März, konnte aber die britische Hauptflotte nicht heranführen, da der Kurs Pierre de Villeneuves in Richtung Atlantik nicht erkennbar war. In der Seeschlacht am 21. Oktober 1805 stand das Schiff am linken Flügel der britischen Flotte, spielte aber keine aktive Rolle, da es viel zu verwundbar für das Feuer der schweren Linienschiffsgeschütze war. In dem auf die Schlacht folgenden Sturm war die Phoebe an den Bemühungen zur Rettung zweier Prisen, des französischen Linienschiffs Swiftsure und des spanischen Linienschiffs Bahamas beteiligt.
1810 gehörte die Fregatte unter dem Kommando von Kapitän James Hillyar zu einem Geschwader unter Vizeadmiral Albemarle Bertie, das am 29. November eine Landung auf Mauritius unternahm und die französische Garnison am 3. Dezember zur Kapitulation zwang. Von dort aus jagte die Phoebe zusammen mit den Fregatten HMS Galatea und HMS Astraea sowie der Sloop HMS Racehorse die drei französischen 40-Kanonen-Fregatten Renommée, Clorinde und Néréide und stellte diese am 20. Mai 1811 vor Madagaskar zum Kampf. Während es der Clorinde gelang, zu entkommen, musste sich die Renommée nach einem verlustreichen Gefecht ergeben. Die Besatzung der in den Hafen von Tamatave entkommenen Néréide kapitulierte am 26. Mai. Die Phoebe verlor in diesem Gefecht sieben Tote und 24 Verwundete. Später in diesem Jahr war die Fregatte Teil eines Flottenverbands von Konteradmiral Robert Stopford, der gegen Java operierte und die Kapitulation der dortigen holländischen Truppen am 18. September dieses Jahres erreichte.
Während des Kriegs von 1812 mit den Vereinigten Staaten segelte sie (immer noch unter Kapitän Hillyar) zusammen mit der Sloop HMS Cherub (nominell 18 Kanonen, Kapitän Thomas Tudor Tucker) in den Pazifik, um die amerikanische Fregatte USS Essex (Kapitän David Porter) zur Strecke zu bringen. Die Briten blockierten das gegnerische Schiff sechs Wochen lang in Valparaíso (Chile). Als die Essex am 28. März 1814 bei einem Ausbruchsversuch durch eine Sturmböe einen Teil des Hauptmasts verlor, befahl Hillyard den Angriff, obwohl sich die Amerikaner noch in chilenischem Hoheitsgebiet befanden. Die Briten nutzten dabei aus, dass die Essex weitgehend mit Karronaden bewaffnet war, die nur auf kurze Distanz effektiv eingesetzt werden konnten. Die Amerikaner wurden mit den Langrohrgeschützen der Briten auf lange Distanz unter ein destruktives Feuer genommen, bis sich Porter nach einem zweieinhalbstündigen Gefecht und dem Verlust von 155 Toten und Verwundeten ergab. Die Phoebe verzeichnete lediglich vier Tote und sieben Verwundete, die Cherub einen Toten und drei Verwundete. Nach der Ausschaltung des US-Kriegsschiffs zerstörte der britische Verband die amerikanischen Pelzhandelsstationen am Columbia River und kaperte die verbliebenen amerikanischen Walfangschiffe im Pazifik. Bei einem Aufenthalt auf den Sandwichinseln nahm die Cherub auch eine Gruppe von Besatzungsmitgliedern der Essex gefangen, die von Porter auf Nuku Hiva zurückgelassen worden und vor Angriffen der Einheimischen mit der Prise Sir Andrew Hammond geflohen waren.
1815 wurde die Phoebe aufgelegt. Die abgetakelte Hulk diente als Kasernen- und Vorratsschiff und wurde 1841 zum Abwracken verkauft.